# Roger Steffen
Roger Paul (Roger) Steffen (Lens, 6 april 1924 – Grevenmacher, 7 mei 1997) was een Luxemburgs kunstschilder.

## Leven en werk
Roger Steffen was een zoon van plafondmaker Paul Steffen en Maria Weber. Op zoek naar werk woonden zij bij zijn geboorte in Frankrijk. Na hun terugkeer naar het groothertogdom groeide Steffen op in Grevenmacher. Hij wilde tekenleraar worden en bezocht de École d'artisans de l'État in Limpertsberg, als leerling van Jean-Pierre Calteux. Tijdens de Tweede Wereldoorlog werd hij door de bezetter van school gestuurd vanwege zijn patriottische houding. Hij leerde daarna de schilder Jean-Pierre Beckius kennen, die zijn leraar en rolmodel werd. Als een van de Luxemburgse dwangrekruten werd Steffen in februari 1943 opgeroepen voor de Reichsarbeitsdienst en na twee maanden gedwongen dienst te nemen bij de Wehrmacht. Hij kon in mei 1944 ontsnappen en was tot oktober 1945 Russisch krijgsgevangene in Tarnov. Vervolgens keerde hij naar Luxemburg terug.
In 1946 vertrok hij naar Parijs, waar hij studeerde aan de École des beaux-arts en de Académie de la Grande Chaumière. Het jaar erop trouwde hij met Gabrielle Breyer, weduwe van zijn leermeester Beckius. Steffen schilderde portretten en landschappen, vooral van de Moezelstreek. Hij was lid van de kunstenaarsvereniging Cercle Artistique de Luxembourg, waar hij van 1947 tot 1963 deelnam aan de salons. Hij was daarnaast een fervent amateurfilmer en voorzitter van de vereniging Ciné de l'Est in Grevenmacher.
Roger Steffen overleed op 73-jarige leeftijd.
- Musée national d'archéologie, d'histoire et d'art: lkl000293